# Southern Andean Iconographic Series

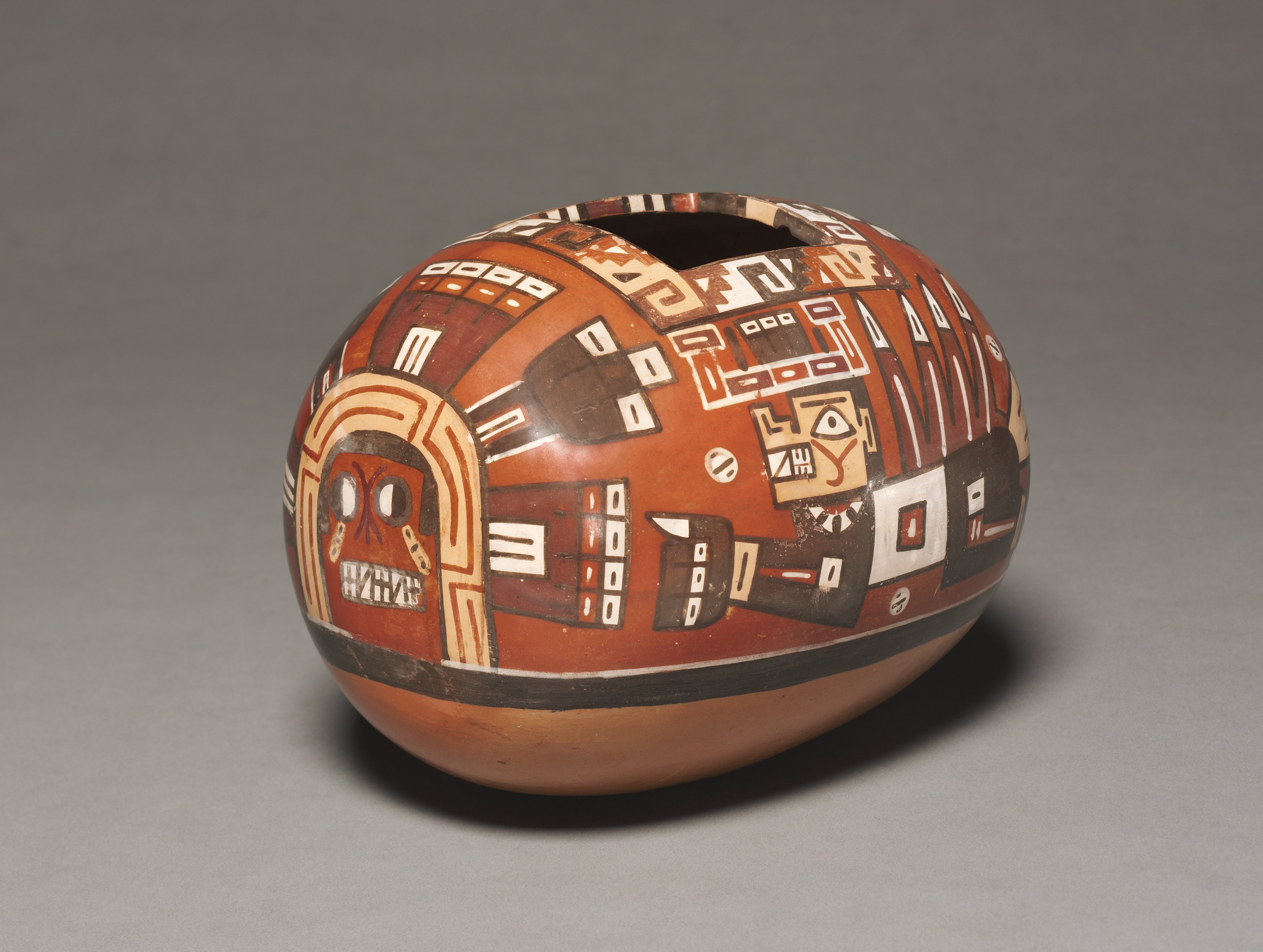
„strahlenförmiger“ körperloser Kopf und begleitende Figur auf einem Gefäß der Wari-Kultur

Southern Andean Iconographic Series (SAIS, deutsch etwa „Ikonografische Serie des südlichen Andenraums“) ist ein von den Andenspezialisten William H. Isbell und Patricia Knobloch vorgeschlagener Begriff für die Ikonografie, die zuvor als Tiwanaku-Ikonografie bekannt war.

## Geschichte
SAIS-Ikonografie entwickelte sich aus mehrere regionalen Traditionen während des Formativums und des frühen Horizonts und wurde später von den Wari- und Tiwanaku-Staaten geteilt, wobei sich letztere Staaten auf die Stabgottheit und ihre Begleitfiguren konzentrierten.

## Hauptbilder der SAIS-Ikonografie

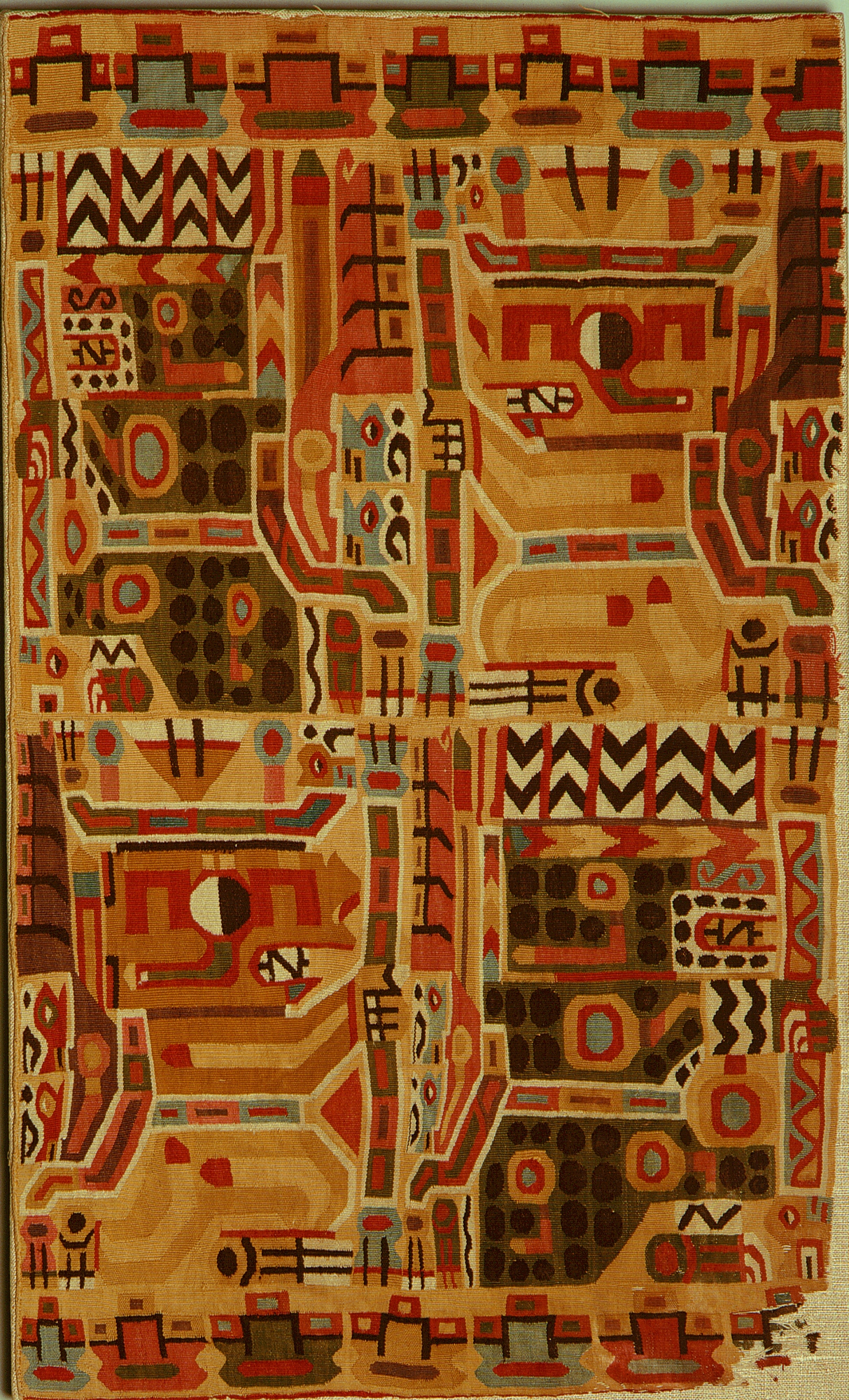
Wari-Tunika-Fragment mit begleitenden Figuren

Die drei Hauptbilder der SAIS-Ikonografie sind der „strahlenförmige“ körperlose Kopf, das Stabgott-Motiv und begleitende Figuren.
Es existieren weitere Motive, wie beispielsweise der „kamelide Opferer“ und sich aufeinander zubewegende fliegende Figuren, wie z. B. beim Kantatayita-Sturz.

## Galerie

SAIS-Ikonografie
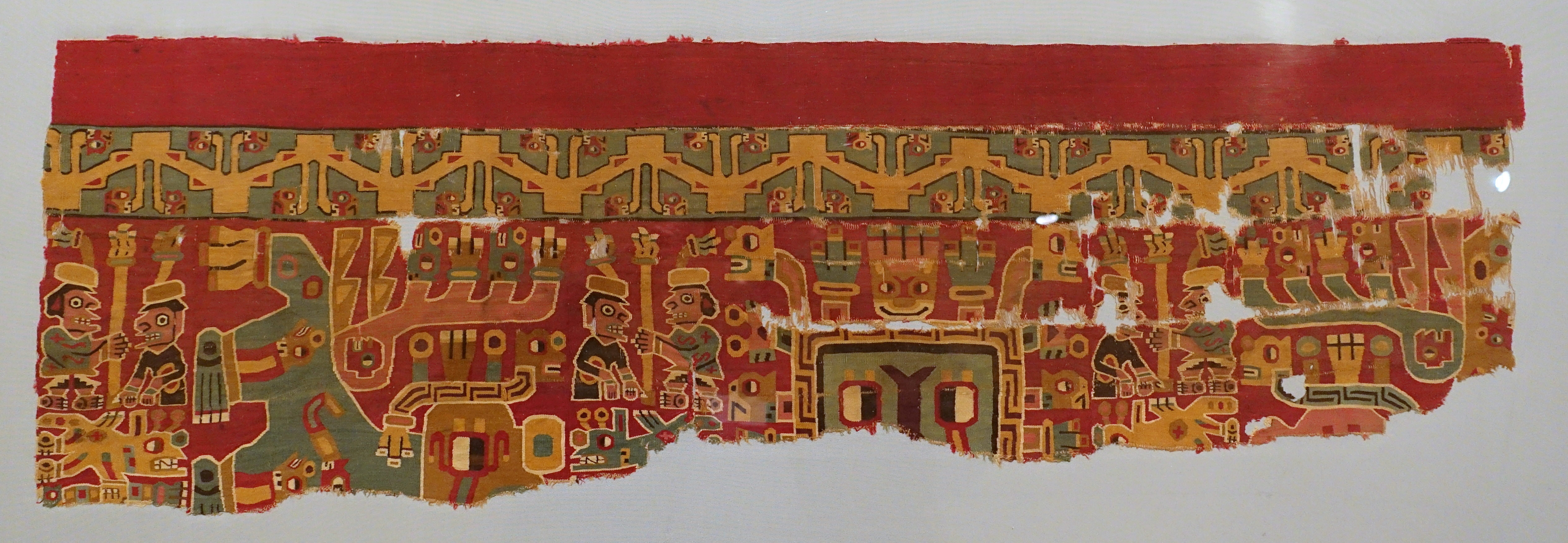
Wari-Opfertextil mit SAIS-Ikonografie, 8. Jahrhundert n. Chr.
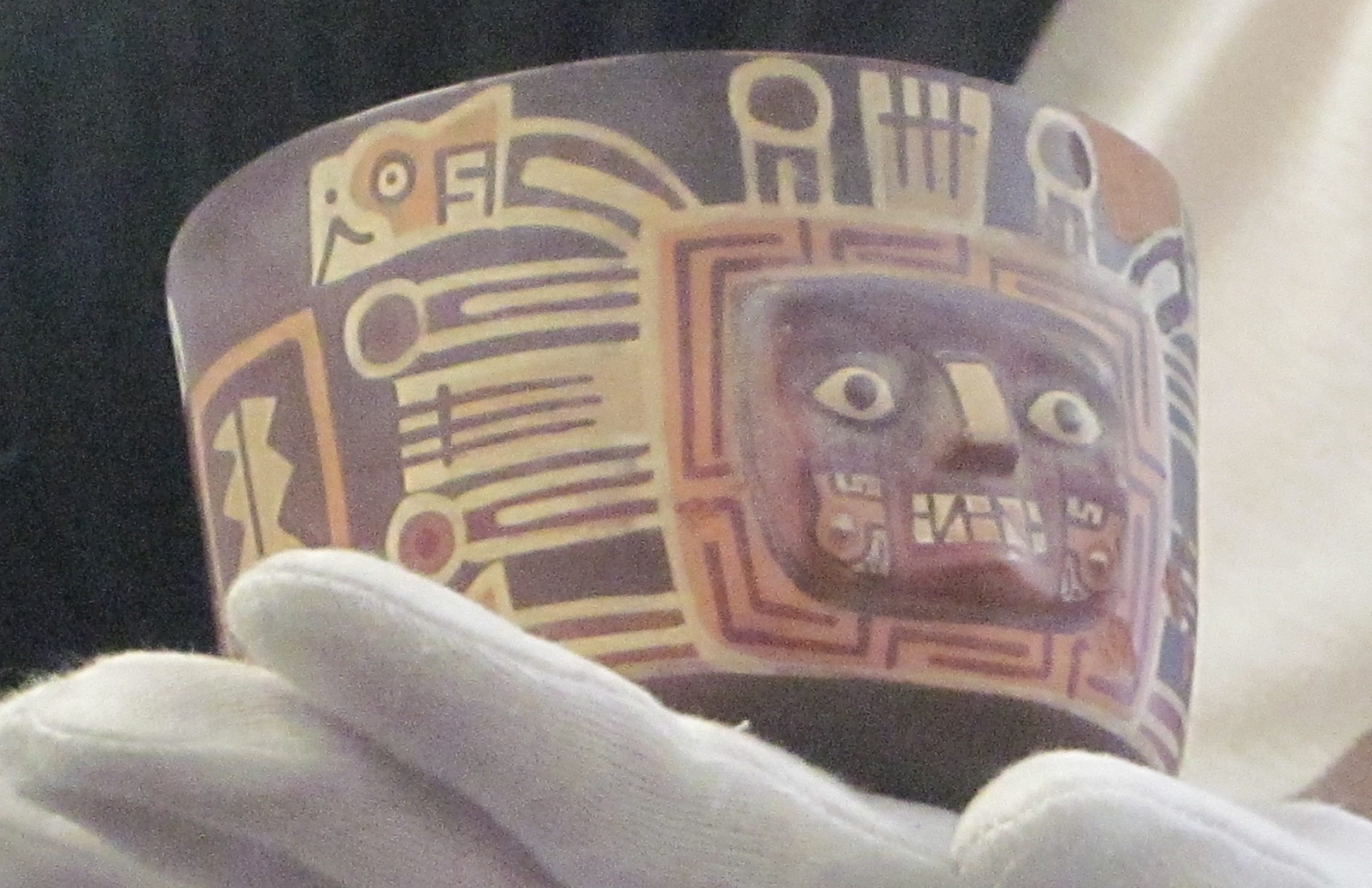
Gefäß mit körperlosem Kopf der Wari-Kultur
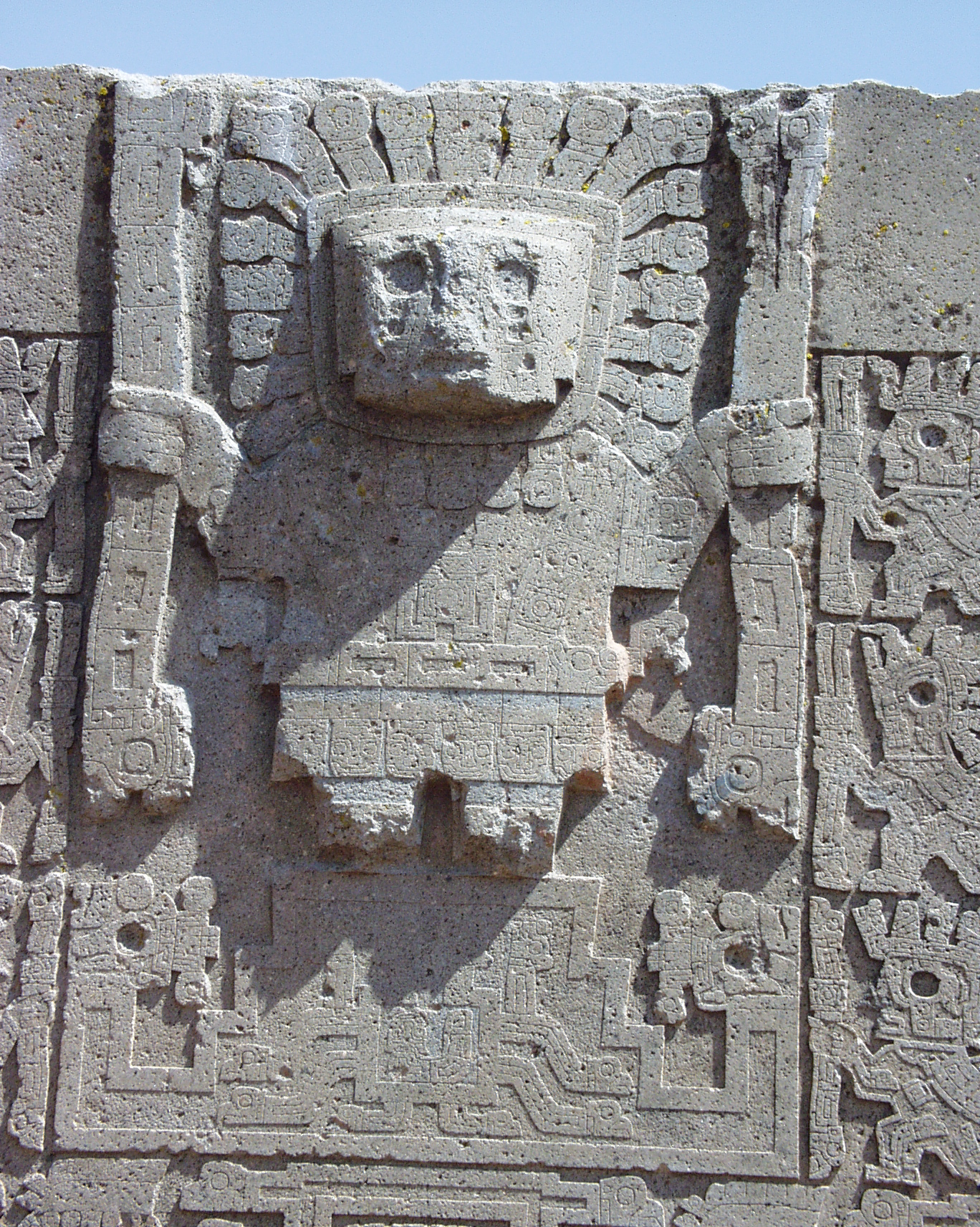
„Sonnentor“ von Tiwanaku